# Akbar (Basilan)
Pour les articles homonymes, voir Akbar.
Akbar est une municipalité de la province de Basilan, aux Philippines. C'est une nouvelle municipalité créée en 2005 par détachement de Tuburan. Sa population est de 13 369 habitants au recensement de 2010 répartie en 9 barangays.